# Изера
Изера (итал. Isera) — коммуна в Италии, располагается в области Трентино-Альто-Адидже, подчиняется административному центру Тренто.
Население коммуны, на 01.01.2023 года, составляло 2786 человек, плотность населения ─ 197,70 чел./км². Коммуна занимает площадь 14,09 км². Почтовый индекс — 38060. Телефонный код — 0464.
Покровителем коммуны почитается святой Викентий Сарагосский, празднование 22 января.
Приходская церковь Сент-Винсент основана в 1183. Замок Корно упоминается в документах с 1178 года.
Город известен вином Марцемино (итал. Marzemino), упоминаемым в опере «Дон Жуан».